# Ханбогд
Ханбогд (монг.: Ханбогд) — сомон аймаку Умнеговь, Монголія. Площа 15 тис. км², населення 2,5 тис. чол. Центр сомону селище Іхбулаг лежить за 630 км від Улан-Батора, за 250 км від міста Даланзадгад.

## Рельєф
Гори Ханбогд (1351 м), Хонгор, Хархошуу, Агуйт (1277 м), Гобі Жавхлант, Гавалууд, Номгон, Хеєвер, Борхошуу, долина Телег. У Гобі Галба піщані бархани. Багато солоних озер.

## Клімат
Клімат різко континентальний. Щорічні опади 50—100 мм, середня температура січня −14-16°С, середня температура липня +22-26°С.

## Природа
Водяться вовки, лисиці, дикі степові кішки, козулі, корсаки, зайці, аргалі, дикі кози, кулани.

## Корисні копалини
Золото, свинець, залізні руди, хімічна та будівельна сировина.

## Соціальна сфера
Є школа, лікарня, сфера обслуговування, майстерні.